# Astro Fighter
Astro Fighter (アストロファイター?, Asutoro Faitā) è un videogioco arcade di genere sparatutto a schermata fissa, sviluppato e pubblicato da Data East 1979. In Nord America venne distribuito da SEGA/Gremlin nel 1980. È uno dei primi titoli videoludici in cui è presente un boss.
Ebbe un diretto sequel nel 1981 chiamato Super Astro Fighter.

## Modalità di gioco
Il gameplay di Astro Fighter è simile a quello di Space Invaders. Il giocatore prende il controllo di un'astronave che si muove orizzontalmente lungo la parte inferiore dello schermo e deve sparare a quattro ondate di nemici alieni in arrivo, che appaiono in alto per poi scendere piano piano, in modi diversi a seconda della tipologia. Durante queste fasi il giocatore, oltre a evitare i proiettili dei nemici, incrocerà numerose comete, che possono essere schivate o anche colpite. Qualora uno o più alieni di un'ondata sfuggissero ai colpi del giocatore, entrerà una nuova formazione identica di nemici, il che si ripercuote sul consumo del carburante: ma non è tutto, perché la navicella del giocatore si ritroverà collocata leggermente più in alto, e dunque avrà meno tempo a disposizione per eliminare gli extraterrestri.
Dopo che sono state annientate tutte le ondate di alieni appare l'unico boss del gioco, l'astronave madre GS, che a differenza dei nemici comuni spara i suoi proiettili scorrendo orizzontalmente nella parte superiore dello schermo. Il giocatore deve sparare con precisione per distruggerla; se riesce in tale intento, potrà aggiungere nuovo carburante alla navicella, dopodiché il gioco ricomincia daccapo. 
Si perde una vita (in tutto 3, 4 o 6, a seconda delle versioni) andando in collisione con gli alieni delle quattro ondate e con le comete, e facendosi colpire dai proiettili dei nemici. La partita finisce se il giocatore rimane senza vite o esaurisce il carburante.

## Accoglienza
In Nord America, è stato il quarto videogioco più redditizio nella classifica arcade della rivista Play Meter da settembre a ottobre 1980. Play Meter in seguito lo classificò come il quarto titolo arcade con gli incassi più alti dell'anno negli Stati Uniti (sotto Asteroids, Galaxian e Space Invaders).

## Cloni
Esistono numerose copie e varianti di Astro Fighter, realizzate nello stesso anno da altre aziende. Di seguito se ne dà l'elenco:
- Asterion (Olympia)
- Astro Battle (Sidam)
- Astro Combat (Proel)
- Astro Fire (René Pierre)
- Astro Wars (Zaccaria)
- Star Fighter (VGG)
- Super Star Battle